# ليون وليامز (ممثل)
ليون وليامز هو مغني وعارض وممثل سنغافوري، ولد في 30 يوليو 1976 في سنغافورة.

## وصلات خارجية
- ليون وليامز على موقع IMDb (الإنجليزية)
- ليون وليامز على موقع قاعدة بيانات الفيلم (الإنجليزية)